# غافين جونز
غافين جونز (بالإنجليزية: Gavin Jones)‏ هو شخصية أعمال أسترالي، ولد في 1966، وتوفي في 12 يوليو 2014 في غولبرن في أستراليا.